# じゃじゃ馬ならし (バレエ)
『じゃじゃ馬ならし』（The Taming of the Shrew）は、ジョン・クランコが振付した2幕のバレエ作品。音楽はドメニコ・スカルラッティの鍵盤作品をクルト＝ハインツ・シュトルツェが編曲したもので、美術および衣装はエリザベス・ダルトンによる。1969年3月16日にシュトゥットガルトのヴュルテンベルク州立劇場でシュトゥットガルト・バレエによって Der Widerspenstigen Zähmung というタイトルで初演された。

## 背景
本作はウィリアム・シェイクスピアの戯曲『じゃじゃ馬ならし』をバレエに翻案したもので、ペトルーチオがかたくなで強情なじゃじゃ馬娘のキャタリーナをあの手この手で望ましく従順な花嫁にしようとする喜劇である。シェイクスピアは、気が強く一筋縄ではいかない女性と、それをなんとか手懐けようとする男性の話であることを表現するために "The Taming of the Shrew" という題名を選んだようである。この作品が書かれた16世紀には、こういった女性を攻撃性が強い害獣になぞらえて Shrew（トガリネズミの意）と呼んでいた。実際、シェイクスピアの時代には、法廷で Shrew だとして有罪判決を受けた女性に対して、厩に繋いで閉じ込めたり、近くの池や湖に何度も突き落とすなどの罰を科すことがしばしばあった。

## あらすじ
舞台はヴェネツィアからそう遠くないイタリア北部の都市パドヴァ。ホーテンシオ、ルーセンシオ、グレミオの3人がバプティスタの家にやって来て、その娘ビアンカに求婚する。しかし、バプティスタは「ビアンカは姉のキャタリーナが結婚するまで結婚させない」と宣言する。妹の求婚者達が気に入らないキャタリーナは、3人を追いかけ回して大暴れする。
場所は変わって居酒屋。娼婦に騙されて持ち金を巻き上げられたペトルーチオが酒代を払えず困っている。これに目を付けたホーテンシオ、ルーセンシオ、グレミオは「キャタリーナという美しく裕福な女性と結婚して欲しい」と持ちかける。金に目がないペトルーチオはたちまちこれに賛同し、早速バプティスタの家を訪れてキャタリーナに求婚するが派手に引っ叩かれる。その裏でホーテンシオ、ルーセンシオ、グレミオはビアンカに求婚する。最初はバカにされていると感じていたキャタリーナだったが、ペトルーチオのしつこい求婚に根負けして結婚に同意し、ビアンカもまたルーセンシオに想いを寄せるようになる。
そして迎えたキャタリーナとペトルーチオの結婚式だったが、街の人々は冗談だと思っている。ここでペトルーチオが結婚式に遅れてやってきて、あまりの無作法にキャタリーナの気持ちも萎んでしまったが、結局は司祭の前で結婚を誓う。結婚の祝宴が始まるかと思いきや、それを待たずにペトルーチオはキャタリーナを自宅に連れ去ってしまう。
ペトルーチオの家では新婚夫婦が夕食を摂っている。しかし文句が多いキャタリーナにペトルーチオは怒り、テーブルをひっくり返して食事を台無しにする。さらにはベッドも用意されず、キャタリーナはひもじい思いをしながら台所の床で寝ることになる。一方、キャタリーナが結婚したおかげでビアンカに自由に求婚できるようになったホーテンシオ、ルーセンシオ、グレミオであったが、ルーセンシオが街のカーニバルに乗じて一計を案じ、ビアンカと同じ格好をした娼婦をホーテンシオとグレミオに差し向けた。ホーテンシオとグレミオはこれにまんまと騙されて娼婦と結婚の誓いを立ててしまい、その隙にルーセンシオはビアンカと結婚を約束する。
同じ頃、キャタリーナはついにペトルーチオに反抗することを諦める。従順になったキャタリーナに対してペトルーチオは優しくユーモアを持って接し、ここに至ってお互い愛し合っていることを認めるようになる。そこにビアンカとルーセンシオが結婚するという知らせが届き、夫婦で結婚式に出かけていく。
一方、いざ結婚式という段になって、ルーセンシオは理想の花嫁だと思っていたビアンカが実はわがまま娘であったことに気付く。そこに現れたキャタリーナはビアンカに「妻はいかに夫に忠実に尽くすべきか」を語り始めるが、その姿や振る舞いはルーセンシオにとってまさに理想の花嫁であった。

## 配役
- マルシア・ハイデ – キャタリーナ（ケイト）
- リチャード・クラガン – ペトルーチオ
- ズザンヌ・ハンケ – ビアンカ
- エゴン・マドセン – グレミオ
- ハインツ・クラウス – ルーセンシオ
- ジョン・ノイマイヤー – ホーテンシオ

## 批評家の反応
この作品はたちまち成功を収め、リチャード・クラガンはペトルーチオの演技で特に高い評価を集めた。「クラガンは、自嘲的であり、威圧的であり、面白く、そして優しい、驚くほどハンサムなペトルーチオだった。この役柄は彼の力強く男性的でカリスマ的な個性にぴったりで、その才能とパートナーリングスキルの一級のショーケースになっていた」。シュトゥットガルトでの公演初期のレビューでは、「私は、いつ、あるいはどれほど、バレエ公演でジョン・クランコの『じゃじゃ馬ならし』を観たときのように笑ったことがあったかを考えようとした。...恐らくこの主題はダンスではありそうもないものであるが、そう考えることはクランコのコミックの発明に対する絶対的な天才性を一顧だにしないものだといえよう。」と評された。

## ビデオグラフィー
全幕を収録した映像作品は発売されていないが、シュトゥットガルト・バレエが発行した『The Miracle Lives』にはマルシア・ハイデとリチャード・クラガンによる舞台の一部抜粋が収録されている。また、デレク・ベイリー監督・制作でBBC TVが収録した『Ballerina』にも抜粋が含まれているが、現在は市販されていない。